# Zenebutik (televízióadó)
A Zenebutik a TV2 Csoport zenecsatornája, amely 2016. augusztus 15-én indult el a Zaporozsec Azon az éjszakán című klipjével.
Műsorvezetői az egykori Fresh együttes tagjai, Villányi Andi és Jabin Péter voltak.
A csatorna hangja Csehy András.
A csatorna reklámidejét az Atmedia értékesíti.

## Története

### Zenebutik
2016. május 3-án – egy héttel a csatorna bejelentése előtt – levédették a Vigadó TV nevezetű zenecsatornát, de egy hét után a csatorna nevét elvetették. 5-én levédették jelenlegi nevét, 9-én – egy nappal a csatorna hivatalos bejelentése előtt –  levédették a tervezett logót, 10-én pedig bejelentették hivatalosan a csatorna indulását, majd június 27-én levédették a csatorna jelenlegi logóját.
Fischer Gábor, a TV2 Csoport kábelcsatorna programigazgatója 2016 májusában, a Média Hungary 2016 konferencián jelentette be a csatorna indulását a médiacsoport jelentős portfólió-fejlesztésének részeként.
A Zenebutik az indulás utáni első három hónapban könnyűzenei adó volt, de ezután vette fel a végleges, elsősorban mulatós zenei tematikáját. Főbb riválisa a Dikh TV-nek, a Sláger TV-nek és a Muzsika TV-nek.
A csatorna 2016. augusztus 15-én a Zaporozsec Azon az éjszakán című klipjével indult el, de a csatorna néhány órával előtte tesztadásként indult el ajánlókkal.
A csatorna indulása előtt a csatorna román médiajoghatósággal került, amely ezzel a román CNA-tól kapta a sugárzási engedélyt.
A Zenebutik lett a TV2 Csoport azon TV csatornák egyike, amely indulása óta egyszer sem cserélte le logóját és arculatát.

### TV2 Music
2024. március 12-én védjegybejelentési kérelmet nyújtottak be TV2 Music néven, a névváltás egyelőre nem ismert.

## Műsorkínálata
- Indulj be – reggeli klipválogatás
- Jampirandevú – Mikivel és Nikivel
- Pinceparti Tomival – Partycsóka Tomi műsora
- Stenker – Rácz Katival
- Sztárfogó – Marcellinával
- Zenebutik TOP 10
- Pop-Shop – összeállítás popdalokból
- Hungerő – magyar dalok
- Shake – klipturmix
- Szatmári Vigadó a Két Haverral
- Rockin’
- Chill – délutáni lazulás és frissülés
- Alapozó
- Koncert Marathon – egy koncert minden hétvégén
- Best of Fásy
- Fásy Szupersztár
- Zeneexpressz
- Szerelmes hangjegyek – Jáger Gyulával
- K-pop – dél-koreai popzene
- Rock maraton – egész nap rocksztárokkal
- Buliparádé
- Szuper Show
- Dalok Mindenkinek Csibész Tóth Mikivel
- Dáridó Anno
- Dáridó Klub
- Gipsy Kings Tribute
- Kedvenceink kedvencei
- Zenemánia Tebével
- Az ének iskolája Best Of
- Bombaparty Maryvel
- Hacacáré
- Hercegi Party
- Hölgykoszorú
- Nótázó
- Köszöntő: Fásy Ádám és Zsüliett műsora
- MEGASZTÁR 10!
- Lesz nemulass – Jolly és Suzy műsora
- Kívánságpiac Márióval
- Sztereó Láz
- Retróra
- Zenebutik Gála
- Vigadalom
- A Zenebutik bemutatja: 3+2
- Játssz még egyszer Sztojka Tibivel
- Necsi-Necsi
- Andalgó
- Bakelit Fesztivál
- Mulattató
- Riska TV – Bárány Attilával
- A Nagy Duett Best Of
- Az élet dalos oldala
- A Zenebutik bemutatja
- Bakelit Fesztivál
- Jampi Randevú
- Irigy Hónaljmirigy show
- Dobban a szív – Peter Srámek műsora
- Két hang között – Kollányi Zsuzsival